# Takuitbreekkommetje
Het takuitbreekkommetje (Pyrenopeziza benesuada) is een schimmel uit de familie Ploettnerulaceae. Het komt voor in elzenbroekbos. Het leeft saprotroof op hout of bast van takken van de els (Alnus).

## Kenmerken
De apothecia heben een diameter van 5 tot 20 mm. De kleur is crème, grijs of groen. Er zijn geen haren.
De asci zijn 8-sporig, aan de toppen iets afgerond en meten 45-50-70 x 5,5-6 µm. De sporen zijn glad, elipsevormig, hyaliene, met oliedruppels en meten 45-50-70 x 5,5-6 µm. De parafysen zijn cilindrisch, recht, gesepteerd, bovenaan iets verdikt (2 µm).

## Verspreiding
In Nederland komt het takuitbreekkommetje vrij zeldzaam voor.